# バート (クレーター)

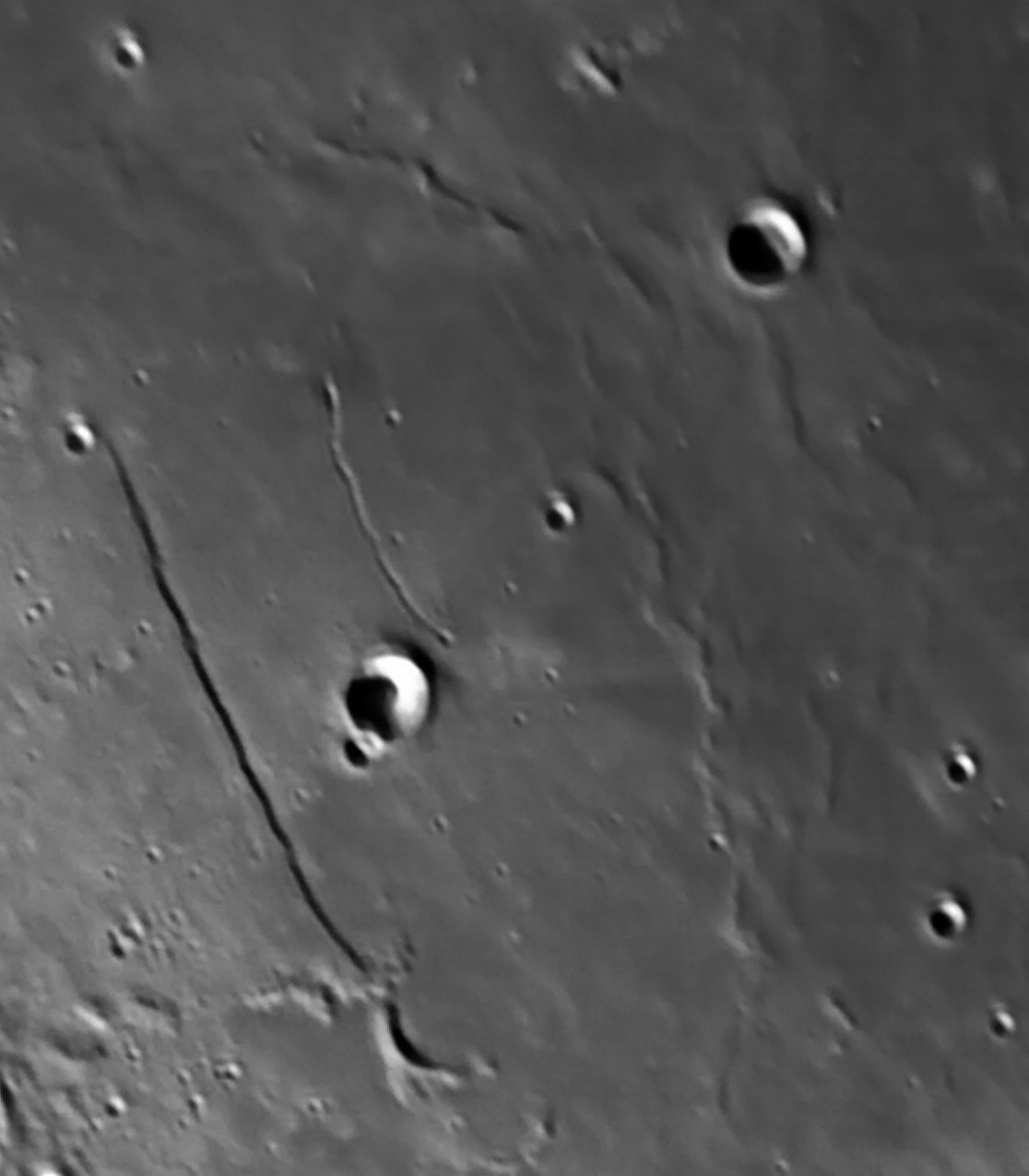
左中央のバートとバート谷

バート(Birt)は、月の衝突クレーターである。雲の海の東半分内、直線壁の西側に位置する。イギリスの月理学者であるウィリアム・ラドクリフ・バートに因んで名付けられた。

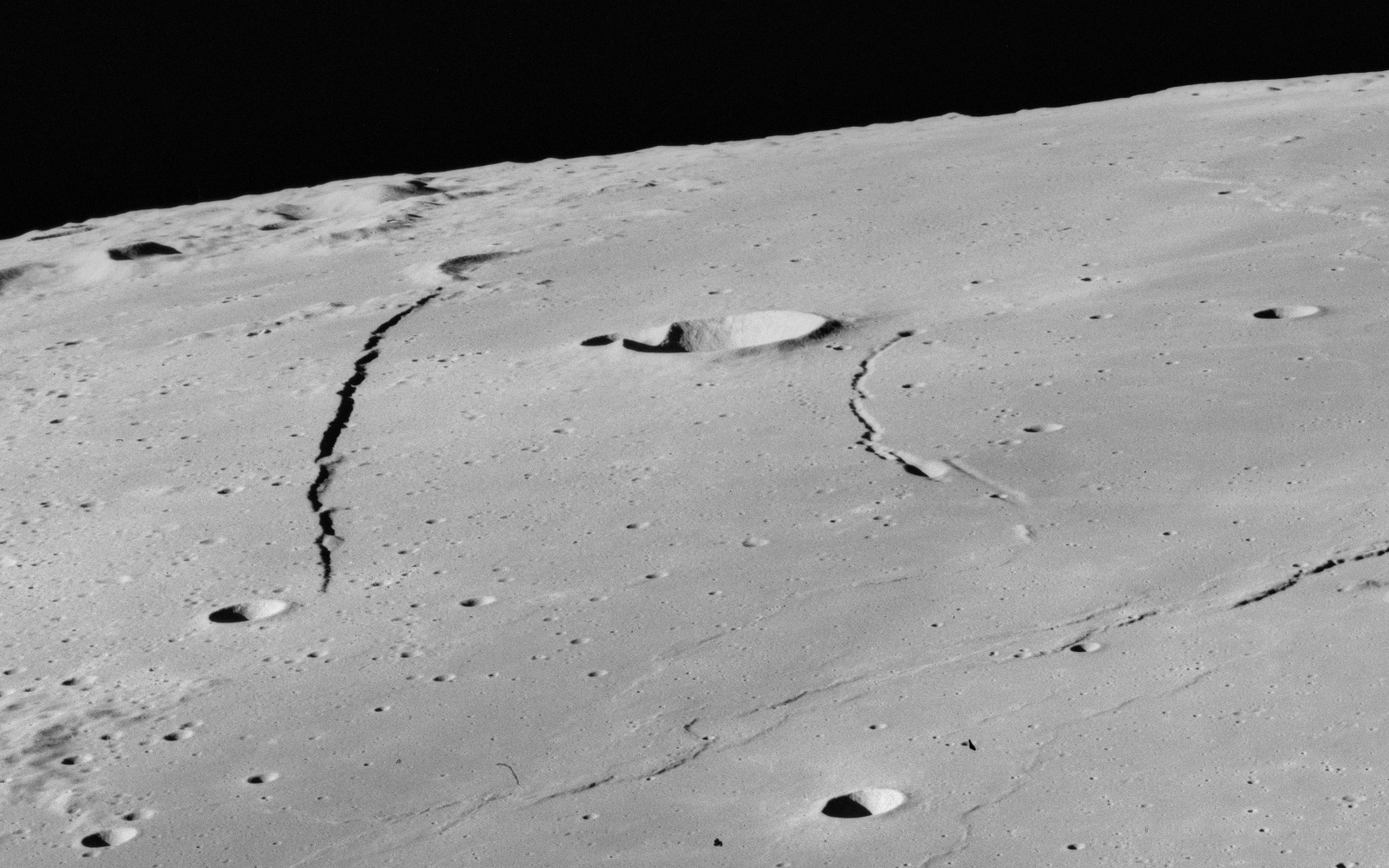
アポロ16号から見た直線壁（左）、バートクレーター（中央）とバート谷（右）

バートは、縁が隆起したボウル型の構造であり、南東端がより小さなクレーターであるバートAと重なっている。バートの西側には、北北西を起点としてバートFからバートEまで弧を描いて、バート谷と呼ばれる谷が走っている。

## 従属クレーター
バートのごく近くにある小さな無名のクレーターについては、アルファベットを付加することによって識別される。
| バート | 緯度    | 経度    | 直径 |
| ------ | ------- | ------- | ---- |
| A      | 22.5° S | 8.2° W  | 7 km |
| B      | 22.2° S | 10.2° W | 5 km |
| C      | 23.7° S | 8.3° W  | 2 km |
| D      | 21.0° S | 9.8° W  | 3 km |
| E      | 20.7° S | 9.6° W  | 5 km |
| F      | 22.3° S | 9.1° W  | 3 km |
| G      | 23.1° S | 8.2° W  | 2 km |
| H      | 23.0° S | 9.1° W  | 2 km |
| J      | 23.0° S | 9.4° W  | 2 km |
| K      | 22.4° S | 9.7° W  | 2 km |
| L      | 21.6° S | 9.3° W  | 3 km |